# Bahnhof Koblenz-Ehrenbreitstein
Der Bahnhof Koblenz-Ehrenbreitstein ist der einzige rechtsrheinische Bahnhof der rheinland-pfälzischen Großstadt Koblenz. Er liegt an der rechten Rheinstrecke, am Fuße des Ehrenbreitsteins im gleichnamigen Stadtteil, unmittelbar am Rhein.

## Geschichte

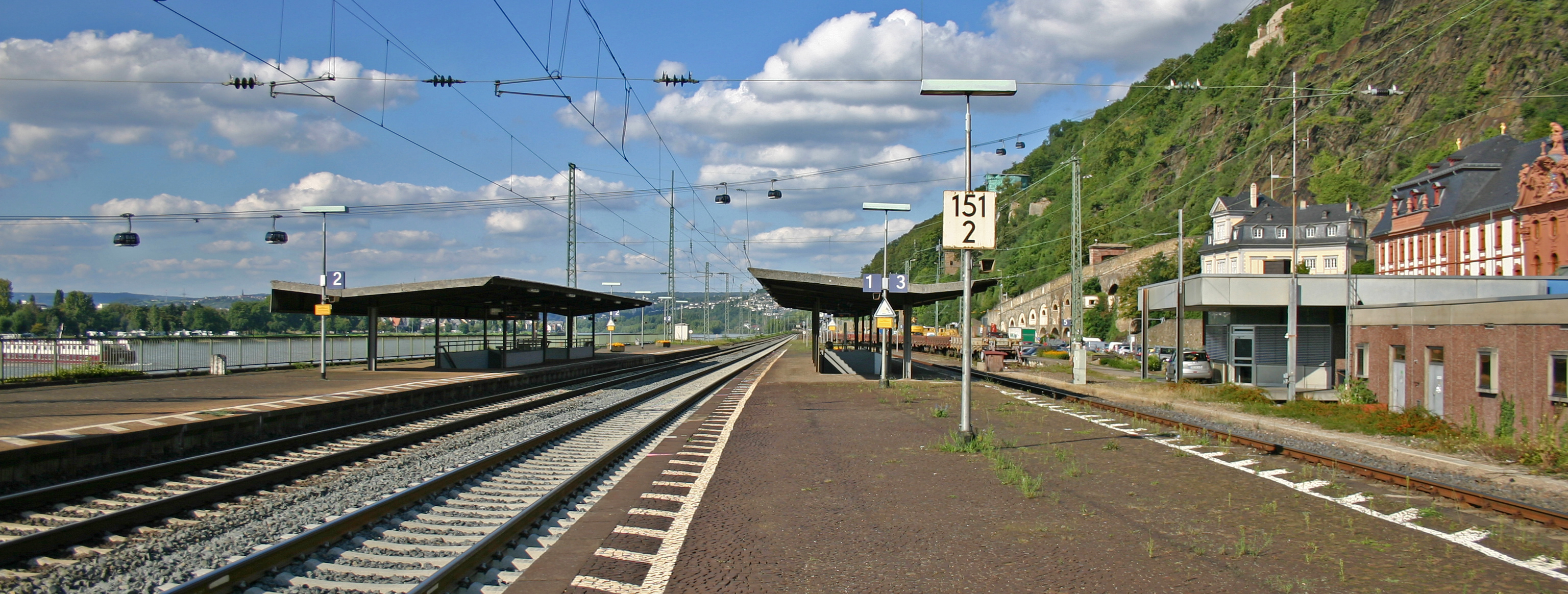
Panorama des Bahnhofs Ehrenbreitstein

In den Jahren 1859 und 1860 einigten sich die preußische und nassausche Regierung auf den Bau einer Verbindungsstrecke zwischen Ehrenbreitstein und Oberlahnstein. In Oberlahnstein bestand Anschluss an die im Bau befindlichen Nassauische Rheinbahn und Lahntalbahn. Außerdem wurde vertraglich festgelegt, dass eine Eisenbahnbrücke zwischen Koblenz und Ehrenbreitstein gebaut werden solle, und das Herzogtum Nassau verpflichtete sich dazu, den Bau der Lahntalbahn voranzutreiben.
Der Streckenabschnitt Neuwied – Niederlahnstein, und damit auch der Bahnhof Ehrenbreitstein, wurde am 27. Oktober 1869 in Betrieb genommen. Er besaß ein Eisenbahnpostamt und eine Bahnmeisterei. Am selben Tag wurde auch die Bahnstrecke vom Bahnhof Ehrenbreitstein über die Pfaffendorfer Brücke zum ehemaligen Rheinischen Bahnhof eröffnet. Der Rheinische Bahnhof lag nordwestlich des heutigen Löhr-Centers in der Fischelstraße. Diese Bahnstrecke hatte jedoch nur bis 1899 Bestand. Danach wurde die Brücke von der Coblenzer Straßenbahn-Gesellschaft genutzt. Eine Verbindung zur linken Rheinstrecke und zum 1902 eröffneten Koblenzer Hauptbahnhof besteht seit 1879 über die Horchheimer Eisenbahnbrücke.

## Bedienung

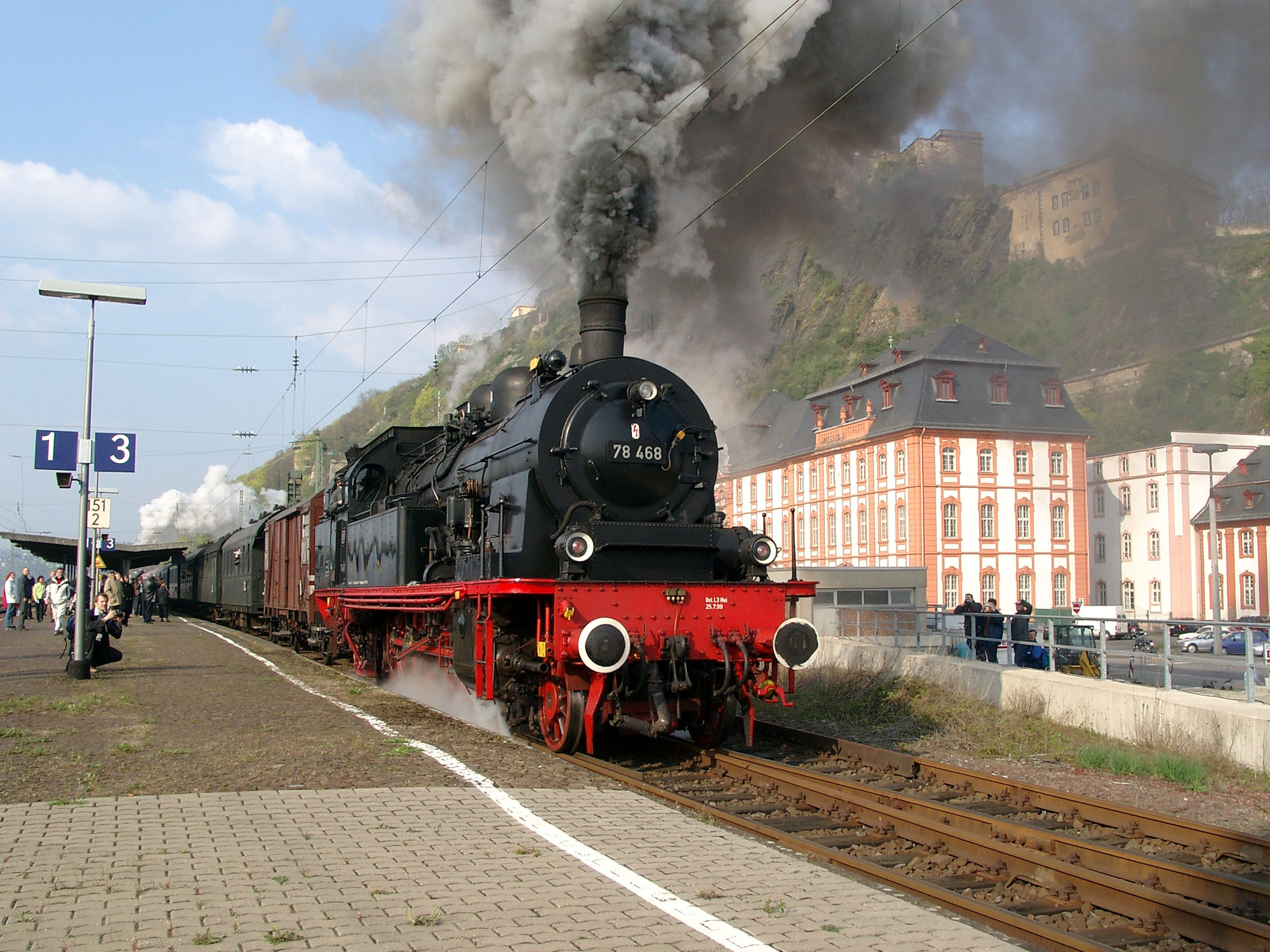
Dampfspektakel in Koblenz 2004 – Die Dampflokomotive 78 468 (Preußische T 18) im Bahnhof Koblenz-Ehrenbreitstein

Der Bahnhof wird seit 2019 stündlich durch die Rhein-Erft-Bahn (RB 27) Koblenz–Köln–Mönchengladbach bedient.
| Linie | Verlauf | Takt   | Betreiber | KBS   |
| ----- | --- | ------ | --------- | ----- |
| RB 27 | Rhein-Erft-Bahn: Mönchengladbach Hbf – Rheydt Hbf – Rheydt-Odenkirchen – Hochneukirch – Jüchen – Grevenbroich – Rommerskirchen – Stommeln – Pulheim – Köln-Ehrenfeld – Köln Hbf – Köln Messe/Deutz – Köln/Bonn Flughafen – Troisdorf – Friedrich-Wilhelms-Hütte – Menden (Rheinl) – Bonn-Beuel – Bonn-Oberkassel – Niederdollendorf – Königswinter – Rhöndorf – Bad Honnef (Rhein) – Unkel – Erpel (Rhein) – Linz (Rhein) – Leubsdorf (Rhein) – Bad Hönningen – Rheinbrohl – Leutesdorf (Rhein) – Neuwied – Engers – Vallendar – Koblenz-Ehrenbreitstein – Koblenz Hbf Stand: Fahrplanwechsel Dezember 2023 | 60 min | DB Regio  | 465.2 |

Bis nach dem Zweiten Weltkrieg hatte der Bahnhof Ehrenbreitstein auch Bedeutung für den Fernverkehr, da ein Teil der Fernzüge auf der rechten Rheinstrecke nicht den Koblenzer Hauptbahnhof bediente. So hielten im letzten Fahrplan vor Kriegsausbruch alle Eilzüge und ein Schnellzug in Ehrenbreitstein.

## Verkehrsanbindung
- Unweit des Bahnhofes an der Bushaltestelle Ehrenbreitstein Bahnhof verkehren Stadt- und Regionalbuslinien der Koblenzer Verkehrsbetriebe, Rhein-Mosel-Bus sowie des Griesar Reisedienst.
- Zudem befindet sich am Bahnhof eine Park-and-Ride-Anlage sowie eine Bike-and-Ride-Anlage.
- In Nähe des Bahnhofes Ehrenbreitstein verkehrt von Dienstag bis Sonntag ebenso die Rheinfähre Koblenz nach Koblenz-Altstadt.
- Der Schrägaufzug zur Festung Ehrenbreitstein / Jugendherberge Koblenz des DJH ist fußläufig erreichbar.

## Fahrzeugverladung

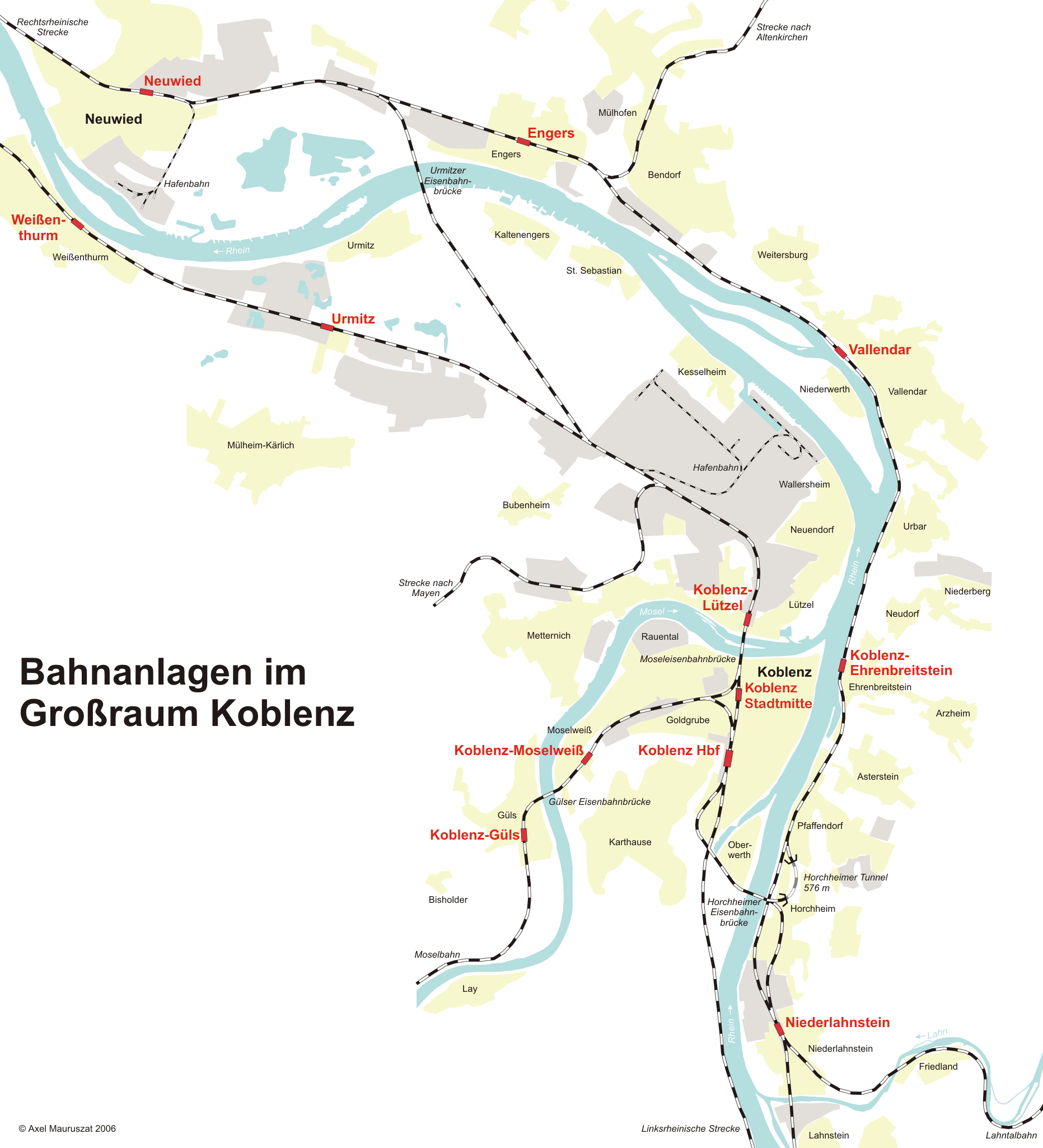
Karte der Bahnanlagen im Großraum Koblenz

Unweit des Bahnhofs befindet sich ein betrieblich in den Bahnhof Ehrenbreitstein integriertes Terminal zur Verladung von Fahrzeugen auf die Schiene (Kombinierter Verkehr). Zu Zeiten des Kalten Krieges wurde dieses von der Bundeswehr zum Verladen von Truppen und Panzern für Manöver und Übungszwecke genutzt. Ferner wurden hier Autoreisezüge der DB beladen.